# 왕인 (수호전)
왕인(王寅)은 중국의 사대기서(四大奇書) 중 하나인 《수호전》(水滸傳)에 등장하는 인물로, 방랍(方臘) 휘하의 문관이다. 석공(石工)이었으며 글을 잘쓰고 모략에 능통하여, 방랍은 왕인을 병권을 가진 병부상서(兵部尙書)로 임명하였다. 강철로 만든 창(槍)을 무기로 잘 다루었고, 산을 오르고 물을 건너는 것을 평지 가듯이 간다는 '전산비(轉山飛)'라는 명마를 가지고 있다. 방랍의 숙부이자 방걸의 할아버지인 방후(方垕)를 도와 흡주성을 지켰다.

## 생애
욱령관(昱嶺關)을 지키던 방만춘이 양산박군에게 패해 욱령관을 잃고 흡주성으로 도주하면서 등장한다. 노준의가 이끄는 양산박군은 곧 흡주성으로 쳐들어와 전투에서 주무의 계책으로 방만춘을 사로잡아 죽인다. 다음날 왕인은 계책을 내서 성문을 열어 놓고 깃발을 내리고 병사를 숨겨, 퇴각한 척하면서 성 안에 함정을 파 놓는다. 계책은 성공하여 선정규와 위정국을 함정에 빠뜨려 죽인다. 엄청나게 분노한 노준의는 그대로 성안으로 돌격하여 성을 함락시키고 왕인은 도주한다. 도주하다가 이운을 마주치는데 말을 타고 있지 않은 이운을 명마인 전산비로 밟아 죽이고 뒤이어 석용을 창으로 찔러 죽인다. 양산박군의 손립, 황신, 추연, 추윤이 달려와 왕인을 공격하는데 겁내지 않고 맞서 싸운다. 그러나 임충까지 합세하자 더 이상 당해내지 못하고 난도질당해 죽는다.

## 같이 보기
- 수호전
- 방랍
- 방만춘
- 선정규
- 위정국
- 이운
- 석용